# Південноамериканський кубок 2018
Південноамериканський кубок 2018 — 17-й розіграш другого за значимістю клубного футбольного турніру Південноамериканської конфедерації футбола (КОНМЕБОЛ). Титул переможця вперше здобув бразильський Атлетіко Паранаенсі.

## Розклад матчів
| Етап         | Перший матч | Повторний матч |
| ------------ | --- | --- |
| Перший раунд | - Тиждень 1: 14-16 лютого 2018 - Тиждень 2: 21–23 лютого 2018 - Тиждень 3: 11–13 квітня 2018 - Тиждень 3: 19 квітня 2018    | - Тиждень 1: 7-9 березня 2018 - Тиждень 2: 9–11 травня 2018 - Тиждень 3: 23 травня 2018                                     |
| Другий раунд | - Тиждень 1: 18–20 липня 2018 - Тиждень 2: 25–27 липня 2018 - Тиждень 3: 1–3 серпня 2018 - Тиждень 4: 15–17 серпня 2018     | - Тиждень 1: 18–20 липня 2018 - Тиждень 2: 25–27 липня 2018 - Тиждень 3: 1–3 серпня 2018 - Тиждень 4: 15–17 серпня 2018     |
| 1/8 фіналу   | - Тиждень 1: 22–24 серпня 2018 - Тиждень 2: 19–21 вересня 2018 - Тиждень 3: 26–28 вересня 2018 - Тиждень 4: 3–5 жовтня 2018 | - Тиждень 1: 22–24 серпня 2018 - Тиждень 2: 19–21 вересня 2018 - Тиждень 3: 26–28 вересня 2018 - Тиждень 4: 3–5 жовтня 2018 |
| 1/4 фіналу   | 24–26 жовтня 2018 | 31 жовтня – 2 листопада 2018                                                                                                |
| 1/2 фіналу   | 8, 9 листопада 2018 | 29, 30 листопада 2018 |
| Фінал        | 6 грудня 2018 | 13 грудня 2018 |

## Перший раунд
| Команда 1                | Заг.         | Команда 2              | 1-й матч | 2-й матч |
| ------------------------ | ------------ | ---------------------- | -------- | -------- |
| 14 лютого/7 березня 2018 |              |                        |          |          |
| Самора                   | 0:3          | Колон                  | 0:2      | 0:1      |
| 14 лютого/8 березня 2018 |              |                        |          |          |
| Спортіво Лукеньйо        | 2:2 пен. 5:6 | Депортіво Куенка       | 2:0      | 0:2      |
| 14 лютого/9 березня 2018 |              |                        |          |          |
| Кахамарка                | 2:4          | Рампла Хуніорс         | 2:0      | 0:4      |
| 16 лютого/9 березня 2018 |              |                        |          |          |
| Насьйональ (Асунсьйон)   | 0:0 пен. 4:3 | Мінерос де Гуаяна      | 0:0      | 0:0      |
| Уніон Еспаньйола         | 0:3          | Спорт Уанкайо          | 0:0      | 0:3      |
| Дефенса і Хустісія       | 3:1          | Америка де Калі        | 0:1      | 3:0      |
| 21 лютого/8 березня 2018 |              |                        |          |          |
| Спорт Росаріо            | 0:2          | Серро                  | 0:0      | 0:2      |
| Барселона                | 1:2          | Генераль Діас          | 0:0      | 1:2      |
| 22 лютого/8 березня 2018 |              |                        |          |          |
| Ланус                    | 5:4          | Спортінг Крістал       | 4:2      | 1:2      |
| 23 лютого/7 березня 2018 |              |                        |          |          |
| Депортіво Ель Насьйональ | 4:3          | Депортіво Сан-Хосе     | 3:2      | 1:1      |
| Евертон                  | 2:2 (ч)      | Каракас                | 1:2      | 1:0      |
| 11 квітня/9 травня 2018  |              |                        |          |          |
| ЛДУ Кіто                 | 4:4 (ч)      | Гуабіра                | 2:1      | 2:3      |
| Депортіво Калі           | 5:3          | Данубіо                | 3:0      | 2:3      |
| 11 квітня/11 травня 2018 |              |                        |          |          |
| Хагуарес де Кордова      | 2:4          | Бостон Рівер           | 2:1      | 0:3      |
| 12 квітня/9 травня 2018  |              |                        |          |          |
| Сан-Лоренсо де Альмагро  | 1:0          | Атлетіко Мінейро       | 1:0      | 0:0      |
| 12 квітня/11 травня 2018 |              |                        |          |          |
| Флуміненсе               | 3:2          | Насьйональ (Потосі)    | 3:0      | 0:2      |
| 12 квітня/23 травня 2018 |              |                        |          |          |
| Блумінг                  | 1:4          | Баїя                   | 1:0      | 0:4      |
| 13 квітня/10 травня 2018 |              |                        |          |          |
| Аудакс Італьяно          | 2:3          | Ботафого               | 1:2      | 1:1      |
| Росаріо Сентраль         | 0:1          | Сан-Паулу              | 0:0      | 0:1      |
| 13 квітня/11 травня 2018 |              |                        |          |          |
| Атлетіко Паранаенсі      | 4:2          | Ньюеллс Олд Бойз       | 3:0      | 1:2      |
| Соль де Америка          | 3:3 (ч)      | Індепендьєнте Медельїн | 2:0      | 1:3      |
| 19 квітня/10 травня 2018 |              |                        |          |          |
| Естудіантес де Меріда    | 1:3          | Депортес Темуко        | 1:1      | 0:2      |

## Другий раунд
| Команда 1               | Заг.         | Команда 2                | 1-й матч | 2-й матч |
| ----------------------- | ------------ | ------------------------ | -------- | -------- |
| 18/25 липня 2018        |              |                          |          |          |
| Каракас                 | 6:3          | Спорт Уанкайо            | 2:0      | 4:3      |
| Ланус                   | 1:1 пен. 2:3 | Хуніор де Барранкілья    | 1:0      | 0:1      |
| 19 липня/1 серпня 2018  |              |                          |          |          |
| Дефенса і Хустісія      | 2:1          | Депортіво Ель Насьйональ | 2:0      | 0:1      |
| 19 липня/3 серпня 2018  |              |                          |          |          |
| Депортіво Калі          | 6:1          | Болівар                  | 4:0      | 2:1      |
| 19 липня/15 серпня 2018 |              |                          |          |          |
| Соль де Америка         | 0:1          | Насьйональ (Монтевідео)  | 0:0      | 0:1      |
| 20 липня/1 серпня 2018  |              |                          |          |          |
| Депортіво Куенка        | 4:4 пен. 6:5 | Хорхе Вільстерман        | 2:2      | 2:2      |
| Рампла Хуніорс          | 0:2          | Санта-Фе                 | 0:0      | 0:2      |
| 26 липня/2 серпня 2018  |              |                          |          |          |
| Бостон Рівер            | 1:2          | Банфілд                  | 1:0      | 0:2      |
| 26 липня/9 серпня 2018  |              |                          |          |          |
| Баїя                    | 3:1          | Серро                    | 2:0      | 1:1      |
| 26 липня/10 серпня 2018 |              |                          |          |          |
| ЛДУ Кіто                | 3:2          | Васко да Гама            | 3:1      | 0:1      |
| 27 липня/8 серпня 2018  |              |                          |          |          |
| Атлетіко Паранаенсі     | 6:1          | Пеньяроль                | 2:0      | 4:1      |
| 27 липня/16 серпня 2018 |              |                          |          |          |
| Сан-Лоренсо де Альмагро | 3:1          | Депортес Темуко          | +:-*     | 0:1      |
| Генераль Діас           | 1:4          | Мільйонаріос             | 1:1      | 0:4      |
| 2/17 серпня 2018        |              |                          |          |          |
| Насьйональ (Асунсьйон)  | 2:3          | Ботафого                 | 2:1      | 0:2      |
| 3/17 серпня 2018        |              |                          |          |          |
| Сан-Паулу               | 1:1 пен. 3:5 | Колон                    | 0:1      | 1:0      |
| Флуміненсе              | 3:0          | Дефенсор Спортінг        | 2:0      | 1:0      |

- - команді Депортес Темуко була зарахована технічна поразка за участь у матчі незаявленого гравця.

## 1/8 фіналу
| Команда 1                 | Заг.         | Команда 2               | 1-й матч | 2-й матч |
| ------------------------- | ------------ | ----------------------- | -------- | -------- |
| 22 серпня/28 вересня 2018 |              |                         |          |          |
| Дефенса і Хустісія        | 2:0          | Банфілд                 | 0:0      | 2:0      |
| 23 серпня/20 вересня 2018 |              |                         |          |          |
| ЛДУ Кіто                  | 1:1 пен. 1:3 | Депортіво Калі          | 1:0      | 0:1      |
| 23 серпня/26 вересня 2018 |              |                         |          |          |
| Сан-Лоренсо де Альмагро   | 3:3 (ч)      | Насьйональ (Монтевідео) | 3:1      | 0:2      |
| 19 вересня/3 жовтня 2018  |              |                         |          |          |
| Санта-Фе                  | 0:0 пен. 5:3 | Мільйонаріос            | 0:0      | 0:0      |
| 20 вересня/4 жовтня 2018  |              |                         |          |          |
| Каракас                   | 1:4          | Атлетіко Паранаенсі     | 0:2      | 1:2      |
| 21 вересня/4 жовтня 2018  |              |                         |          |          |
| Баїя                      | 3:3 пен. 5:4 | Ботафого                | 2:1      | 1:2      |
| 21 вересня/5 жовтня 2018  |              |                         |          |          |
| Депортіво Куенка          | 0:4          | Флуміненсе              | 0:2      | 0:2      |
| 27 вересня/5 жовтня 2018  |              |                         |          |          |
| Хуніор де Барранкілья     | 2:1          | Колон                   | 1:0      | 1:1      |

## 1/4 фіналу
| Команда 1                  | Заг.         | Команда 2               | 1-й матч | 2-й матч |
| -------------------------- | ------------ | ----------------------- | -------- | -------- |
| 24/31 жовтня 2018          |              |                         |          |          |
| Санта-Фе                   | 3:2          | Депортіво Калі          | 1:1      | 2:1      |
| 25 жовтня/1 листопада 2018 |              |                         |          |          |
| Флуміненсе                 | 2:1          | Насьйональ (Монтевідео) | 1:1      | 1:0      |
| Баїя                       | 1:1 пен. 1:4 | Атлетіко Паранаенсі     | 0:1      | 1:0      |
| 26 жовтня/2 листопада 2018 |              |                         |          |          |
| Хуніор де Барранкілья      | 3:3 (ч)      | Дефенса і Хустісія      | 2:0      | 1:3      |

## 1/2 фіналу
| Команда 1           | Заг. | Команда 2             | 1-й матч | 2-й матч |
| ------------------- | ---- | --------------------- | -------- | -------- |
| 8/29 листопада 2018 |      |                       |          |          |
| Атлетіко Паранаенсі | 4:0  | Флуміненсе            | 2:0      | 2:0      |
| 9/30 листопада 2018 |      |                       |          |          |
| Санта-Фе            | 0:3  | Хуніор де Барранкілья | 0:2      | 0:1      |

## Фінал
| Команда 1             | Заг.         | Команда 2           | 1-й матч | 2-й матч |
| --------------------- | ------------ | ------------------- | -------- | -------- |
| 6/13 грудня 2018      |              |                     |          |          |
| Хуніор де Барранкілья | 2:2 пен. 3:4 | Атлетіко Паранаенсі | 1:1      | 1:1 дч   |

### Перший матч
| 6 грудня 2018 2:45 (EEST) |

| Хуніор де Барранкілья | 1:1      | Атлетіко Паранаенсі |
| --------------------- | -------- | ------------------- |
| Гонсалес 53'          | Протокол | Пабло 51'           |

| Стадіон імені Роберто Мелендеса, Барранкілья Глядачів: 38 094 Арбітр: Дієго Харо |

### Повторний матч
| 13 грудня 2018 1:45 (EEST) |

| Атлетіко Паранаенсі | 1:1      | Хуніор де Барранкілья |
| ------------------- | -------- | --------------------- |
| Пабло 27'           | Протокол | Гутьєррес 58'         |

| Арена да Байшада, Куритиба Глядачів: 40 263 Арбітр: Роберто Тобар |

|                                                             |     | Пенальті                                      |  |
| Жонатан · Рафаел Вейга · Бергсон · Ренан Лоді · Тіаго Елено | 4:3 | Нарваес · Фуентес · Перес · Гутьєррес · Вієра |  |